# Linha Tronco (Companhia Paulista de Estradas de Ferro)
A linha tronco (Jundiaí-Colômbia) ou Linha 1 da Companhia Paulista de Estradas de Ferro possuía 507 km de extensão ligando Jundiaí à cidade de Colômbia em um total de 64 estações, sendo a primeira linha a ser construída pela Companhia Paulista de Estradas de Ferro.

## História
Sua construção foi iniciada em 1869, sendo a estação de Louveira, a primeira estação construída pela Companhia Paulista. Em 1872, tem seu trecho inicial inaugurado entre Campinas e Jundiaí. Após sucessivas ampliações a linha chegou a cidade de Rio Claro em 1876.
Em 1892 a Companhia Paulista adquiriu a Estrada de ferro Rio Clarense incorporando o trecho Rio Claro-São Carlos (1884)-Araraquara (1885), ampliando sua rede ferroviária. 
Posteriormente a linha tronco chegou a Rincão (1901), Barretos (1909) até alcançar sua extensão atual em Colômbia (1929). A ideia original da Companhia Paulista era ampliar sua linha tronco até o estado de Goiás, para isso necessitava de uma concessão do governo federal, mas devido a Revolução de 1930 o governo federal cancelou o pedido de concessão da empresa .
A linha tronco foi eletrificada entre Jundiaí e Rincão. As obras se iniciaram em setembro de 1920 e chegaram a Rincão em 1 de dezembro de 1928 .
Após ser estatizada pelo governo de São Paulo em 1961, a Companhia Paulista foi incorporada pela estatal Fepasa em 1971. A Fepasa concluiu em 1976 as obras da Variante Itirapina - Santa Gertrudes, iniciadas em 1966 retificando o trecho entre Santa Gertudes, Rio Claro e Itirapina. Em 1998 com a incorporação da Fepasa pela Rede Ferroviária Federal, o transporte de cargas nessa linha foi concedida a Ferroban que retirou a eletrificação da linha tronco. 
Atualmente a concessão do transporte de cargas foi repasssada a América Latina Logística que incorporou a Ferroban.

## Tabelas
| Linha  | Terminais                   | Comprimento (km) | Estações | Observações |
| ------ | --------------------------- | ---------------- | -------- | --- |
| Tronco | Jundiaí Paulista ↔ Colômbia | 507 (1958)       | 64       | Em 1976 a Fepasa retificou o trecho entre Rio Claro e Itirapina através da Variante Itirapina - Santa Gertrudes. |

### Trechos abertos ao tráfego
| Trecho                      | Data de Abertura        | Comprimento (km) |
| --------------------------- | ----------------------- | ---------------- |
| Jundiaí - Louveira          | 31 de março de 1872     | 15               |
| Louveira - Campinas         | 11 de agosto de 1872    | 29               |
| Campinas - Vila Americana   | 27 de agosto de 1875    | 38               |
| Vila Americana - Tatu       | 30 de janeiro de 1876   | 12               |
| Tatu - Limeira              | 30 de junho de 1876     | 12               |
| Limeira - Rio Claro         | 11 de agosto de 1876    | 28               |
| Rio Claro - São Carlos [1]  | 15 de outubro de 1884   | 72               |
| São Carlos - Araraquara [1] | 18 de janeiro de 1885   | 48               |
| Araraquara - Rincão [2]     | 31 de agosto de 1891    | 32               |
| Rincão - Martinho Prado     | 30 de dezembro de 1901  | 35               |
| Martinho Prado - Passagem   | 1 de fevereiro de 1901  | 36               |
| Passagem - Areia [3]        | 1 de novembro de 1907   | 32               |
| Areia - Bebedouro           | 1 de novembro de 1907   | 9                |
| Bebedouro - Barretos        | 25 de maio de 1909      | 55               |
| Barretos - Adolfo Pinheiro  | 14 de agosto de 1926    | 30               |
| Adolfo Pinheiro - Colômbia  | 1 de agosto de 1929 [4] | 24               |

- [1] - O trecho entre Rio Claro, São Carlos e Araraquara foi aberto originalmente pela Estrada de Ferro Rio Clarense (1884-1889), pela família "Arruda Botelho" do Conde do Pinhal, sendo essa ferrovia vendida para investidores ingleses que a denominaram The Rio Claro Railway Co. que mais tarde seria incorporada pela Companhia Paulista em 1892.

- [2] - Trecho originalmente construído pela The Rio Claro Railway Co. (1889-1892) que mais tarde seria incorporada pela Companhia Paulista em 1892.

- [3] - A estação foi inaugurada como Areia, tendo seu nome modificado posteriormente para Areais.

- [4] - O trecho Adolfo Pinheiro-Colômbia teve circulação de trens somente em março de 1930.

### Eletrificação
| Trecho eletrificado .  | Data                   | Comprimento (km) | Tipo de poste |
| ---------------------- | ---------------------- | ---------------- | ------------- |
| Jundiaí - Campinas     | 23 de junho de 1922    | 44               | madeira       |
| Campinas - Tatu        | 1 de novembro de 1925  | 49,7             | concreto      |
| Tatu - Rio Claro       | 26 de dezembro de 1926 | 40,0             | aço           |
| Rio Claro - São Carlos | 7 de setembro de 1928  | 72,5             | aço           |
| São Carlos - Rincão    | 1 de dezembro de 1928  | 79,5             | aço           |

### Trechos por velocidade
| Trecho                      | Raio mínimo | Velocidade Máxima | Rampas máximas | Comprimento (km) |
| --------------------------- | ----------- | ----------------- | -------------- | ---------------- |
| Jundiaí - Campinas          | 300m        | 80 km/h           | 2%             | 44 km            |
| Campinas - Santa Gertrudes  | 274m        | 80 km/h           | 2%             | 82 km            |
| Santa Gertrudes - Itirapina | 11463m      | 160 km/h          | 1%             | 43 km            |
| Itirapina - Colômbia        | 274m        | 80 km/h           | 2%             | 332 km           |

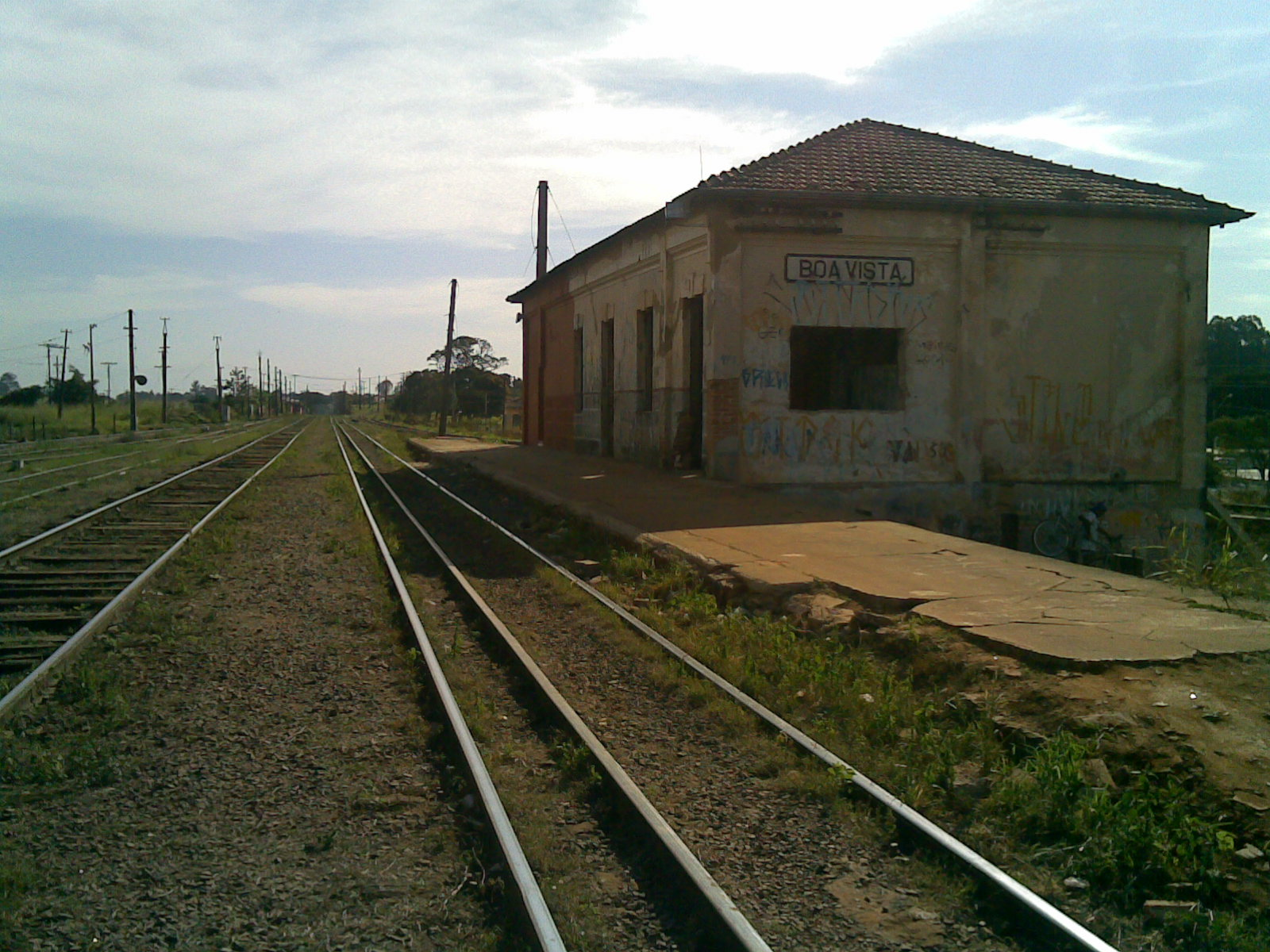
Estação Boa Vista - km 53 da linha tronco.
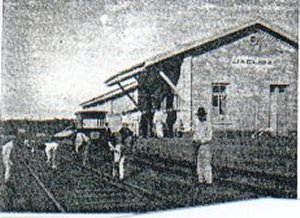
Estação Jacuba (atual Hortolândia) em 1918 - km 62 da linha tronco.